# Etiuda op. 10 nr 9 (Chopin)

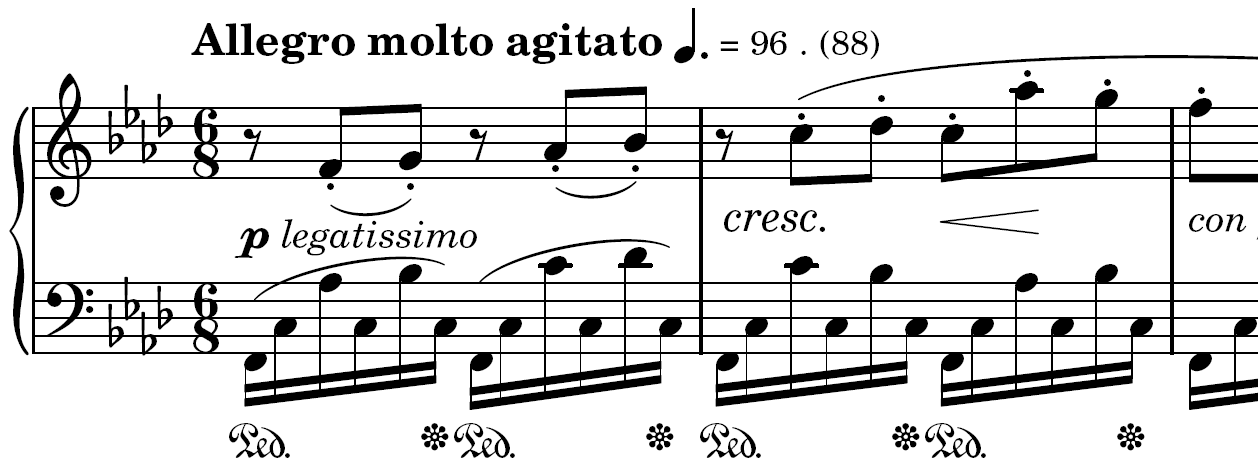
Fragment Etiudy

Etiuda f-moll op. 10.9 - dziewiąta z Etiud Fryderyka Chopina. Została skomponowana na fortepian w 1829. Zadedykowana Lisztowi (à son ami Franz Liszt), jak całe opus 10.